# Мамоново
Мамоново (рус. Мамоново) град је у Русији у Калињинградској области. Према попису становништва из 2010. у граду је живело 7761 становника.

## Становништво
| 1939.  | 1959. | 1970. | 1979. | 1989. | 2002. | 2010. |
| ------ | ----- | ----- | ----- | ----- | ----- | ----- |
| 10.631 | 5.459 | 7.275 | 8.001 | 7.816 | 7.393 | 7.761 |